# Meraviglioso (programma televisivo)
Meraviglioso è un programma televisivo italiano in onda ogni venerdì in prima serata su 7 Gold.

## Storia
È una trasmissione televisiva che va in onda dal 29 marzo 2016, inizialmente sulle emittenti Siciliane Tgs e RTP e successivamente su Video Mediterraneo. 
Il programma viene creato da Salvo La Rosa, insieme al produttore Francesco Grasso, e la prima edizione vede assiduamente al fianco del conduttore siciliano l'attore Enrico Guarneri nei panni di Litterio, fortunato personaggio portato in scena da parecchi anni. 
Durante ogni puntata sono presenti ospiti che spaziano dalla comicità alla musica, dalla cultura al teatro, che, in particolar modo dalla seconda edizione in poi, presenziano per tutta la durata. 
La prima edizione si compone di sei puntate, registrate al Teatro ABC di Catania, in cui Salvo La Rosa è spesso affiancato dalla giovane Ramona Risina. Le interviste agli ospiti (trasmesse su RGS Radio Giornale di Sicilia) sono state condotte da Roberta Curatolo, presentatrice e psicoterapeuta.  Il successo della trasmissione continua anche in estate con un tour in giro per i teatri, le piazze e i centri commerciali della Sicilia. 
Nell'autunno del 2016 il programma passa a Video Mediterraneo, emittente televisiva nella quale viene trasmesso anche Il Meglio di Meraviglioso, un rimontaggio dei migliori momenti delle vecchie puntate, con nuovi cappelletti registrati dal conduttore insieme ad alcuni comici come Giuseppe Castiglia e Massimo Spata. 
Dal 29 novembre 2016 prende il via la seconda edizione, che va in onda in diretta dagli Studi LAND di Catania. In queste nuove puntate, al fianco di Salvo La Rosa viene introdotta una nuova figura musicale, ovvero il pianista Corrado Neri. 
La sigla iniziale è la canzone Meraviglioso, versione eseguita dai Negramaro del celeberrimo brano di Domenico Modugno, mentre, accanto a diversi ospiti nazionali quali Nino Frassica, Arturo Brachetti, Mario Biondi, Ficarra e Picone, Tosca, Massimo Lopez, Tullio Solenghi, Deborah Iurato, Federico Zampaglione dei Tiromancino, Eleonora Giorgi, Giulia De Sio, Biagio Izzo, Maurizio Mattioli, i Soldi Spicci, Roberto Lipari, Beppe Barra, Mariella Nava e anche nuove figure come il chitarrista Mario Indaco, al fianco di Giuseppe Castiglia, e Mario Coco, che affianca Francesco Scimemi in un'immaginaria cantina in cui l'artista e mago crea degli ipotetici nuovi format televisivi.
Nel 2017 il format siciliano Meraviglioso approda su scala nazionale sulla syndication 7 Gold, inizialmente trasmettendo a partire dal 24 novembre il ciclo Aspettando Meraviglioso, ossia spezzoni tratti dalla seconda edizione, ogni venerdì in seconda serata; successivamente realizzando nuove puntate rivolte al pubblico di tutta Italia, collocate nella prima serata del venerdì dal mese di gennaio 2018.
Tuttavia per la nuova stagione verranno allestite due edizioni del programma: quella regionale, che continua la sua regolare messa in onda su TGS e RTP in tutta la Sicilia, e quella nazionale su 7 Gold, e per entrambe le versioni sono previste tante novità.

## Ospiti

### Prima edizione
- Prima puntata: Enrico Guarneri, Giuliano Sangiorgi, Giuseppe Castiglia, I Soldi Spicci, I Violinisti in Jeans e Mario Incudine.
- Seconda puntata: Enrico Guarneri, Francesco Scimemi, Massimo Lopez, Anna Tatangelo, Massimo Spata, Vincenzo Spampinato e I Violinisti in Jeans.
- Terza puntata: Enrico Guarneri, Francesco Scimemi, Zero Assoluto, Alessio Bernabei, Massimo Spata, Gino Astorina, Sandro Vergato e I Violinisti in Jeans.
- Quarta puntata: Enrico Guarneri, Francesco Scimemi, Bianca Atzei, Giovanni Caccamo, Massimo Spata, Sandro Vergato e I Violinisti in Jeans.
- Quinta puntata: Enrico Guarneri, Carmen Consoli, Giuseppe Castiglia, Dear Jack e I Violinisti in Jeans.
- Sesta puntata: Enrico Guarneri, Giuseppe Castiglia, Lorenzo Fragola, Manuela Villa, Sandro Vergato, Lello Analfino & Tinturia e I Violinisti in Jeans.

Le interviste agli ospiti delle sei puntate sono state condotte da Roberta Curatolo e trasmesse su RGS - Radio Giornale di Sicilia 

### Seconda edizione
- Prima puntata: Francesco Scimemi, Mario Biondi, Milena Miconi, Sebastiano Lo Monaco, Giuseppe Castiglia, I Violinisti in Jeans, Milly Carlucci e Leonardo Tricarico.
- Seconda puntata: Francesco Scimemi, Maurizio Mattioli, Massimo Spata, Roberto Lipari e gli Zero Assoluto.
- Terza puntata: Francesco Scimemi, Massimo Lopez, Giuseppe Pambieri, Loredana Errore e Gino Astorina.
- Quarta puntata: Francesco Scimemi, Tullio Solenghi, Enrico Guarneri, Massimo Spata, Verdiana, Greta Manuzi, Simonetta Spiri e Roberta Pompa.
- Quinta puntata: Tuccio Musumeci, Giuseppe Castiglia, Biagio Izzo, Sandro Vergato e Pietro Adragna.
- Sesta puntata: Francesco Scimemi, Simone Montedoro, Pietro Pulcini, Tiromancino, Federico Zampaglione, Beppe Barra e I Violinisti in Jeans.
- Settima puntata: Francesco Scimemi, Giovanni Cacioppo, Cecilia Gayle, Giuseppe Castiglia e I Violinisti in Jeans.
- Ottava puntata: Francesco Scimemi, Pippo Franco, Deborah Iurato, Massimo Spata e Sandro Vergato.
- Nona puntata: Francesco Scimemi, Nino Frassica, Eleonora Giorgi, Tuccio Musumeci, Matteo Iuliani, Virginio e Stefania Bruno.
- Decima puntata: Francesco Scimemi, Ficarra e Picone, Giuliana De Sio, Roberto Lipari, Gino Astorina, Stefania Bruno, Matteo Musumeci e Chiara Grispo.
- Undicesima puntata: Francesco Scimemi, Maurizio Mattioli, Nesli e Alice Paba, Vincenzo Spampinato, Giuseppe Castiglia, Gino Astorina e Compagnia Nazionale di Danza Storica.
- Dodicesima puntata: Francesco Scimemi, I Soldi Spicci, Massimo Spata, Mariella Nava, Elio Cipri, I Violinisti in Jeans, Fabio Gómez e Celeste.
- Tredicesima puntata: Francesco Scimemi, Arturo Brachetti, Manuela Villa, Giulia Luzi, Giuseppe Castiglia e le KarMa.
- Quattordicesima puntata: Francesco Scimemi, Mario Venuti, Mirko Casadei, Sandro Vergato, Sergio Vespertino, Simona Cosentino e I Seltz Limone e Sale.
- Quindicesima puntata: Francesco Scimemi, Dario Cassini, Lello Analfino e i Tinturia, Sal da Vinci, Giuseppe Castiglia, Massimo Spata, Gino Astorina, i TNT Pop Lirico, Marianna Cappellani, Santi Scarcella, Ninni Spina, Bruno Torrisi, Giovanni Baglioni e gli Outodafé.